# Hans Bahrs
Hans Bahrs (* 25. Mai 1917 in Hamburg; † 18. Juli 1983 ebenda) war ein deutscher Schriftsteller.
Nach langer Tätigkeit als Lehrer wurde Hans Bahrs freier Schriftsteller und Kulturkritiker.
Seine Themen waren durch die Jugendbewegung, seine Kriegserlebnisse (Schwerkriegsversehrter) und durch sein soziales Engagement geprägt. 1984 wurde er mit dem Dichtersteinschild des 1999 wegen nationalsozialistischer Wiederbetätigung verbotenen Vereins Dichterstein Offenhausen ausgezeichnet. Er starb am 18. Juli 1983 nach einer missglückten Operation an Thrombose.

## Preise
- 1980 Friedlandpreis der Heimkehrer
- 1981 Österreichischer Heimkehrer-Literatur Preis
- 1982 intern. Buchpreis
- 1984 Dichtersteinschild des 1999 wegen nationalsozialistischer Wiederbetätigung verbotenen Vereins Dichterstein Offenhausen
- AWMM-Buchpreis für seinen Roman "Sturm über Deutschland"

## Werke
- Begegnung an der Grenze. Dittert, Dresden 1940.
- Wir sind die Gläubigen. Nordland-Verlag, Berlin 1943.
- Maß unserer Freiheit. Bläschke, Darmstadt 1973, ISBN 3-87561-221-3.
- Und dennoch Licht. Europäischer Verlag, Wien, 1976.
- Sturm über Deutschland. R. Schneider, München 1979, ISBN 3-7955-0121-0.
- Kinder sind ein Geschenk auf Zeit. Bläschke, St Michael 1979, ISBN 3-7053-0980-X
- Ruf der Weihnacht. Bläschke, St Michael 1981, ISBN 3-7053-1497-1.
- Kostbar sei jeder Tag. Bläschke, St Michael 1982, ISBN 3-7053-1668-0.